# 圖波列夫 ANT-7
图波列夫ANT-7，或稱為 图波列夫R-6（R為俄語：首字的羅馬化轉寫：razvedchik，意為侦察或偵查兵），為苏联的一款侦察机或和护航战斗机。在西元1928年，当时的 苏联空军需要一个远程多用途飞机，在這樣的背景下，圖波列夫ANT-7（R-6）就此誕生。它可用于长距离运输、防御性的巡逻、侦察、投擲輕型炸弹或鱼雷。

## 设计和发展
在Ivan Pogosski 和安德烈·图波列夫的引導下, 中央空气流体动力学研究院(TsAGI) 透過將图波列夫TB-1縮小約三分之一，研發出了ANT-7。 ANT-7的動力來自於两个輸出功率 388 kW（520 hp）到455 kW（610 hp）的 Hispano Suiza引擎或 313 kW（420 hp）的 Bristol木星引擎，但原型使用了两个輸出功率 373 kW（500 hp） – 529 kW（709 hp）的BMW VI 引擎。
西元1929年九月11日，ANT-7進行了首次飛行，並由米哈尔·格拉莫夫負責駕駛。由於冬季的關係，TsAGI將下次飞行试验推迟至西元1930年的三月。第二次的飛行測試中，該機的散热器和一个引擎故障，但尽管如此，ANT-7依舊通过了国家验收测试。

## 營運
蘇聯空軍以R-6的設計編號將ANT-7投入生產。GAZ-22廠（羅馬化轉寫： Gosudarstvenny Aviatsionnyy Zavod的縮寫，中譯為国家民航设备厂）於1931年開始設置組裝線，次年开始生产。在接下來的三年中，總共有410架的R-6被製造出來，分別有385架產自莫斯科的GAZ-22廠（包含一些R-6Limuzin），5架產自塔甘羅格的GAZ-31廠（稱為KR-6P型水上飞机），20架產自共青城的GAZ-12廠。
ANT-7標準的乘組員為：一名駕駛、一名炮手和一名觀測員，能够攜帶113.4（250磅） 的炸弹飛行 965.6 km（600 mi）。一些ANT-7被修改為MP-6（也称为 KR-6P)，用于海上巡逻工作。 另一个变体是KR-6（KR為俄語巡洋艦偵察機，羅馬化轉寫「Kreiser Razveyedchik」的縮寫），裝有两挺PV-2机關枪和二名炮手，后降為訓練機使用。
1935年，R-6開始顯得过时，有數架被转移到俄罗斯航空和Avia Arktika航空公司，並在德蘇戰爭前用來運送乘客和货物來往西伯利亞之間。

## 变种
Data from: The Osprey Encyclopedia of Russian Aircraft 1875–1995
ANT-7
圖波列夫設計局(OKB)設計編號和样机型號，使用两具 544.4 kW（730 hp） BMW IV V-12引擎。
R-6
(R– Razvyedchik；侦察)侦察機版本，使用两个 544.4 kW（730 hp） Mikulin-17 V-12引擎。
於西元1929年首次飛行。
KR-6
(KR– Kreiser Razvyedchik 巡洋舰侦察機)西元1934年推出的巡洋艦偵查机版本，使用两具 507.1 kW（680 hp） Mikulin M-17 V-12发动机，配有两挺PV-2机關枪和第二个炮手。
KR-6P
MR-6型水上飛機的替代型。
MP-6 2M-17
(Morskoj Paassazhirskii－載客水上飞机)民间水上飞机版本，使用两具 507.1 kW（680 hp） Mikulin M-17 V-12引擎。
PS-7 2M-17
(Paassazhirskii –人員運輸)民间版本，可用於货物和乘客的运输。
MR-6
(Morskoj razvyedchik –海上侦察)R-6型的鱼雷轰炸机版本，於西元1932年推出。
P-6
(Paassazhirskii –人員运输)民用客機、貨機版本。
R-6Limuzin
九人座的民间。使用两具 544.4 kW（730 hp） BMW IV V-12引擎。在西元1933年七月首次飛行。
唯一的R-6L因為一个维护错误，於西元1933年九月坠毁。

## 用戶
蘇聯
军方
- 苏联空军
- 苏联海军航空隊（英语：Soviet Naval Aviation）

民间
- 俄罗斯航空
- Avia Arktika航空公司（英语：Avia Arktika）

## 事故和事件
- 西元1941年六月23日：Dalstroi航空的一架PS-7從Chokurdakh機場起飛後墜毀，在機上的五名乘員皆悻存，失事飞机後來被註銷報廢。[1]
- 西元1943年十月19日：Dalstroi航空的PS-7因為不當的行李裝載，導致飛機从Zyrianka機場起飛後坠毁，機上12名乘客全部倖存，失事飞机後來被註銷報廢。[2]